# Caenarolia necans
Caenarolia necans är en tvåvingeart som först beskrevs av Christian Rudolph Wilhelm Wiedemann 1828.  Caenarolia necans ingår i släktet Caenarolia och familjen rovflugor. Inga underarter finns listade i Catalogue of Life.